# 南美溪脂鯉
南美溪脂鯉（Characidium grajahuensis），為輻鰭魚綱脂鯉目脂鯉亞目頂器脂鯉科的其一種，分布於南美洲巴西Guanabara 灣及Mangaratiba間的沿岸淡水流域，體長可達8.8公分，棲息在底中層水域，生活習性不明。